# Cycle de Phénix

Le Cycle de Phénix est une trilogie de fantasy écrite par Bernard Simonay. Elle est composée des trois romans Phénix (publié en 1986), Graal (publié en 1988) et La Malédiction de la Licorne, publié en 1990 par les éditions du Rocher et illustré par Séverine Pineaux. Depuis 2014, l'auteur est seul détenteur des droits sur ces romans.  

## Inspiration et rédaction
Phénix est le premier roman publié par Bernard Simonay. 
Dans une interview, Bernard Simonay dit s’être inspiré du film Les Mariés de l'an II pour écrire la trame de Phénix et notamment la relation d'amour incestueuse entre les jumeaux. 
Passionné d’Histoire, il avait tout d’abord l’intention d’écrire un roman historique.Puis il décida de transposer son projet dans un futur lointain, ce qui lui permit de créer une nouvelle civilisation reconstruite sur les ruines de la nôtre, et au passage de dénoncer les aberrations de notre siècle.  
La rédaction de Phénix lui demanda cinq ans, sans qu’il pensât à le faire éditer. Mais en 1984, il fit la connaissance d’Annick Beguin, qui tenait une librairie spécialisée dans la littérature fantastique rue de l’Arc de Triomphe. Après avoir lu le manuscrit, celle-ci lui conseilla de tenter sa chance auprès des éditeurs. Les Éditions du Rocher, troisième maison contactée, accepta de publier Phénix, qui sortit en 1986.  
Le roman fut récompensé en 1987 par deux prix : le prix COSMOS 2000, remis par Annick Béguin, et le prix JULIA VERLANGER.
Dans Phénix, l’auteur aime à jouer avec la langue et à créer des noms d’objets ou de personnages ayant une signification cachée.  
Phénix compte deux suites, Graal et la Malédiction de la Licorne, ainsi qu’un prequel, la Vallée des Neuf Cités, qui se situe dix-huit siècles avant la trilogie. 
Une dernière anecdote sur Phénix. L’héroïne porte le prénom inventé de Solyane. Ce prénom a tellement plu à certains lecteurs qu’ils l’ont donné à leur petite fille. C’est ainsi que, à la fin 2011, il y avait plus de 110 petites Solyane en France. 

## Histoire
Le cycle se déroule dans un univers fortement médiéval où demeurent quelques éléments de technologie moderne. L'ancienne civilisation a été décimée par une catastrophe connue sous le nom de Jour du soleil. Les romans sont centrés sur l'histoire de Dorian et Solyane, deux jeunes  jumeaux qui vivent à Syrdahar, une cité isolée du reste du monde par les Terres Bleues, des régions radioactives. À la suite de l'attaque de leur cité natale, ils sont contraints de s'enfuir et le comte de Gwondaleya les recueille. Dorian devient chevalier et Solyane fait preuve de talents artistiques hors du commun, ils sont amoureux l'un de l'autre et doivent le cacher. 

## Personnages

### Bestiaire
Le Cycle de Phénix se distingue par un bestiaire très imaginatif. Le Lionorse, hybride de cheval et de lion, est comme les chevaliers auxquels il sert de monture doté de pouvoirs spirituels. Le Maroncle est un sanglier géant, le migas un hybride d'ours et de varan du Nil, seule créature capable de tuer un lionorse sauvage. Les sokongas sont des pieuvres arboricoles. Les voranes sont des varans mutants.

## Réception critique
Phénix a reçu le prix Cosmos 2000 et le prix Julia-Verlanger en 1987. Ce roman a été critiqué positivement par Elbakin, grâce à ses originalités, ses rebondissements, et au style d’écrite prenant de l'auteur. Parmi les défauts reprochés figurent des personnages ennemis manquant de relief et une écriture parfois trop ampoulée. Graal, bien accueilli également, est servi par « une intrigue bien écrite, fluide et logique ». La Malédiction de la Licorne est moins bien reçu en raison d'un scénario trop prévisible et de personnages moins charismatiques.
Elbakin voit le cycle de Phénix comme une « série de bonne qualité, mais sans être remarquable en elle-même ».
Autres critiques:
Les critiques de l'imaginaire.
Babelio

### Éditions
- Bernard Simonay, Phénix, Paris, Éditions du Rocher, 1986, 666 p. (ISBN 2-268-00453-8). Rééditions en 1994 et 2005 (Gallimard poche)
- Bernard Simonay, Graal, Éditions du Rocher, 1988 (ISBN 2-268-00702-2).
- Bernard Simonay, La Malédiction de la Licorne, Monaco/Paris, Éditions du Rocher, 1990, 500 p. (ISBN 2-268-00975-0).